# Operação Poseidon Archer
A Operação Poseidon Archer  (em inglês:  Operation Poseidon Archer; ou Operação Arqueiro de Poseidon, em tradução livre) iniciou-se na manhã de 12 de janeiro de 2024, quando a coalizão liderada pelos Estados Unidos e pelo Reino Unido, com o apoio da Austrália, do Bahrein, do Canadá e dos Países Baixos, lançou uma série de ataques aéreos contra os Hutis no Iêmen, um dia depois de uma resolução do Conselho de Segurança das Nações Unidas condenar os ataques Hutis no Mar Vermelho. Joe Biden, presidente dos Estados Unidos, disse que ordenou os ataques, enquanto Rishi Sunak, primeiro-ministro do Reino Unido, convocou o seu gabinete para autorizar a participação britânica. Os ataques aéreos surgiram em resposta aos ataques Hutis a navios no Mar Vermelho, que surgiram como resposta à guerra entre Israel e o Hamas em apoio dos Hutis ao Hamas.
Autoridades americanas disseram que os ataques tinham como objetivo degradar a capacidade dos Hutis de atacar alvos no Mar Vermelho, em vez de matar líderes e treinadores iranianos; os Hutis disseram que pelo menos cinco foram mortos e seis ficaram feridos.

## Antecedentes
Com o início da Guerra Israel-Hamas, o Conselho Político Supremo, apoiado pelo Irã e controlado pelos Hutis, declarou o seu apoio ao Hamas e começou a lançar ataques a navios comerciais que transitavam pelo Mar Vermelho, especialmente em Babelmândebe, o estreito que liga o Mar Vermelho ao Golfo de Adem. Embora os Hutis inicialmente alegassem ter como alvo apenas navios comerciais com destino a portos israelenses ou com alguma ligação com Israel, eles logo começaram a atacar navios indiscriminadamente, tentando ataques a navios sem laços israelenses discerníveis. Para lançar ataques aos navios do Mar Vermelho, os Hutis usam baterias de mísseis costeiros, loitering munition e embarcações de ataque rápido armadas com canhões automáticos leves, metralhadoras e mísseis antitanque.
Antes do ataque ao navio Hangzhou, os Estados Unidos tinham abatido mísseis e drones Hutis e mobilizado navios de guerra para proteger as rotas marítimas do Mar Vermelho, mas não se envolveram diretamente com os Hutis.
Em 3 de janeiro de 2024, os Estados Unidos e um grupo de países emitiram um ultimato final aos Hutis para cessarem as suas atividades que comprometem a liberdade de navegação. Nos dias que antecederam o ataque, membros do Congresso dos Estados Unidos e do Pentágono exigiram uma resposta forte e dissuasora aos Hutis. Um dia antes dos ataques aéreos, o Conselho de Segurança das Nações Unidas aprovou uma resolução condenando os ataques dos Hutis no Mar Vermelho.

## Ataques

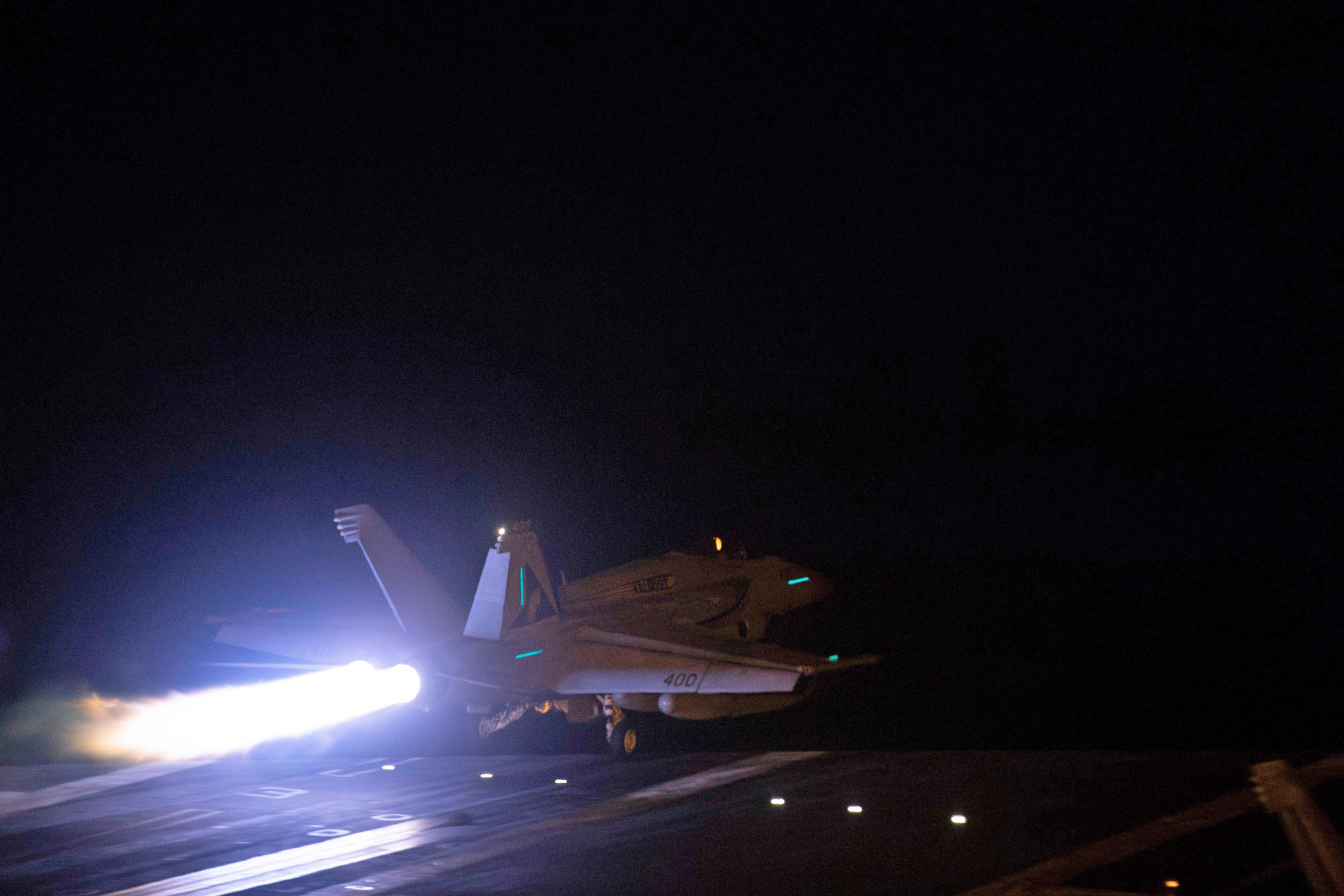
Caças da USN decolando antes dos ataques aéreos.

Os ataques começaram por volta das 2h30, horário local (23h30 UTC). Caças americanos transportando bombas guiadas com precisão foram implantados a partir de bases na região e do porta-aviões USS Dwight D. Eisenhower. Navios de superfície e o submarino USS Florida lançaram mísseis de cruzeiro Tomahawk. A BBC informou que quatro jatos Typhoon da Royal Air Force destacados da base aérea RAF Akrotiri, em Chipre, participaram do ataque. A Central das Forças Aéreas dos EUA anunciou que as forças dos EUA e da coalizão usaram mais de 100 munições para atacar mais de 60 alvos em 16 locais.
Explosões foram relatadas em Saná, Hodeida e Dhamar. Os alvos incluíam centros logísticos, sistemas de defesa aérea e locais de armazenamento de armas. De acordo com um canal de notícias administrado pelos Hutis, o Aeroporto Internacional de Hodeida, o Aeroporto Internacional de Taiz, a Base Aérea de al-Dailami ao norte de Sanaa, um aeroporto perto de Haja e um campo a leste de Sadá foram atingidos.
Em 13 de janeiro, os Estados Unidos conduziram novos ataques, atingindo um posto de radar no território iemenita. Em 14 de janeiro, os militares dos EUA alegaram que um de seus caças interceptou um míssil de cruzeiro anti-navio Houthi lançado de Hodeida em direção ao USS Laboon. Em 16 de janeiro às 4h15 do horário local, os americanos conduziram novos ataques aéreos no Iêmen, visando quatro mísseis balísticos anti-navio Houthi que estavam sendo preparados para atingir navios na região. No dia seguinte, aproximadamente às 23h59 do horário local, os Estados Unidos realizaram uma série de ataques com mísseis, lançados a partir de navios e submarinos, contra 14 mísseis Houthi que foram identificados como uma ameaça imediata à navegação na região. Em 18 de janeiro às 15h40 do horário local, os Estados Unidos conduziram ataques preventivos contra três mísseis anti-navio Houthi que estavam sendo preparados para atingir a navegação comercial na região. Aeronaves F/A-18 da Marinha dos Estados Unidos decolando do USS Dwight D. Eisenhower tiveram como alvo mísseis anti-navio Houthi no Iêmen que estavam sendo preparados para lançamento. O jornal iemenita Al-Masirah relatou ataques aéreos no bairro al-Jabaana de Hodeida.

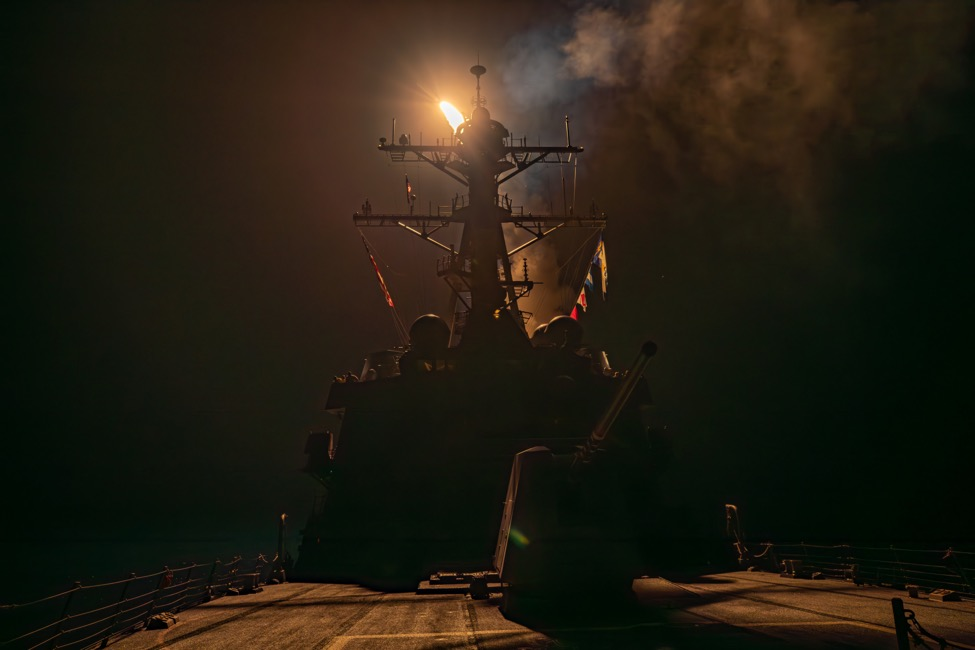
Mísseis Tomahawk sendo lançados de um destroyer dos EUA.

No dia 20 de janeiro, os EUA conduziram ataques aéreos contra um míssil anti-navio Houthi que estava preparado para atingir navios no Golfo de Aden. Em 22 de janeiro, os americanos e britânicos conduziram ataques aéreos e de mísseis conjuntos contra oito alvos Houthi em todo o Iêmen, incluindo radares e locais de drones e mísseis. Al-Masirah relatou ataques aéreos em Sanaa e na Base Aérea de al-Dailami. Dois dias depois, um míssil Houthi explodiu no mar, a cerca de 100 metros do lado estibordo do navio porta-contêineres americano Maersk Detroit. Este navio e o Maersk Chesapeake, ambos no Programa de Segurança Marítima da Administração Marítima dos Estados Unidos e no Acordo de Transporte Marítimo Intermodal Voluntário, transportavam cargas do Departamento de Defesa dos EUA, do Departamento de Estado dos EUA, da USAID e de outras agências governamentais dos EUA de Omã, e acompanhados por dois navios de guerra americanos enquanto estavam perto do Estreito de Bab el-Mandeb. Dois outros mísseis foram abatidos pelo USS Gravely. Após o incidente, a empresa Maersk suspendeu as viagens com bandeira dos EUA no Mar Vermelho e os dois navios regressaram ao Golfo de Aden. Em 27 de janeiro, os EUA conduziram um ataque contra um míssil anti-navio Houthi apontado para o Mar Vermelho, que estava preparado para ser lançado.

## Resultado
Até 2 de janeiro de 2025, os houthis registraram 931 ataques aéreos estadunidenses e britânicos contra seus alvos no Iêmen, resultando em 106 mortes e 314 feridos.  Os ataques foram interrompidos durante grande parte do cessar-fogo da Guerra de Gaza em 2025, que durou de janeiro a março. 
Os ataques aéreos seriam retomados entre 15 de março e 6 de maio de 2025, sob o codinome Operação Rough Rider.